# لولوم
لولوم (به هلندی: Lollum) یک منطقهٔ مسکونی در هلند است که در سودوست-فریسلان واقع شده‌است. لولوم ۳۶۰ نفر جمعیت دارد.